# Hednesford
Hednesford is een civil parish in het bestuurlijke gebied Cannock Chase, in het Engelse graafschap Staffordshire met 16.789 inwoners.